# It's Five O'Clock Somewhere
Albums de Slash's Snakepit
Ain't Life Grand
(2000)
Singles
1. Beggars & Hangers-on
Sortie : 6 février 1995
2. Good to Be Alive
Sortie : 5 juin 1995

It's Five O' Clock Somewhere est le premier album de Slash's Snakepit, sorti le 14 février 1995 sur le label Geffen Records.

## Historique

### Préparation et enregistrement de l'album
En 1994, alors que la carrière de Guns N'Roses est au point mort, Slash, qui a construit un petit studio appelé le "Snakepit" dans la cave de sa maison et composé des musiques pour le prochain album du groupe, propose ces musiques à Axl Rose. Celui-ci les refusant en bloc, Slash décide alors de les travailler pour les sortir sur un projet solo. Aidé au début par Matt Sorum, il est rapidement rejoint par Gilby Clarke et Mike Inez et il ne reste donc plus qu'à trouver un chanteur. Après en avoir auditionné une quarantaine, Slash choisira finalement Eric Dover, ex- membre de Jellyfish.
Le groupe entre alors dans différents studios de la région de Los Angeles et met en boîte 17 titres en moins d'un mois. Les paroles des chansons sont écrites par Slash et Eric Dover au fur et à mesure des enregistrements. L'album est produit par Mike Clink (producteur des albums de GNR) et Slash et constitue un retour au hard rock pur et dur de l'époque Appetite for Destruction.

### Contenu et déclarations à propos de l'album
L'album contient 14 titres, dont la plupart devaient servir au nouvel album de GNR. Axl, qui souhaitait une nouvelle orientation pour le groupe, refusa ces morceaux, ne les trouvant pas assez complexes et travaillés. Au contraire, Slash voulait revenir au bon vieux hard rock de leurs débuts. On trouve sur le disque des compositions très accrocheuses, dont certaines matinées de blues comme le single "Beggars & Hangers-on".
Les paroles de plusieurs chansons font allusion à Axl Rose, notamment "Take It Away" et "What Do You Want To Be". Les relations entre Slash et Axl Rose étaient au plus mal lorsque l'album fut enregistré.
Slash, le jour de la mort de Kurt Cobain : « Ce jour-là, j'étais chez moi, je regardais les nouvelles à la télé. La journée avait été assez chiante. Et je me suis senti mal à l'aise lorsque j'ai appris ce qu'il avait fait. Sur l'album It's Five O'Clock Somewhere, il y a une chanson qui est liée directement à Kurt. Elle s'appelle "Lower" et je la lui ai dédiée... Son geste émanait d'un sentiment que j'ai ressenti des millions de fois au cours de ma vie. La seule différence, c'est que je suis encore là ». Cette chanson est aussi dédiée à l'actrice porno Savannah avec qui Slash a entretenu une relation et qui s'est suicidée alors qu'il travaillait sur les paroles de la chanson.

### L'origine du nomIt's Five O'Clock Somewhere
Slash se trouvait à 4h30 dans un aéroport et fut pris d'une envie de boire. Il se dirigea vers un bar et le barman lui dit qu'il ne pouvait pas lui servir d'alcool avant 5 heures. Après que celui-ci eut reconnu Slash, il lui servit un verre en lui disant : « De toute façon, il est 5 heures quelque part. »

### La Pochette
La pochette a été dessinée par le frère de Slash, Albion "Ash" Hudson, via sa société d'art graphique Conart. Elle a été réalisée à partir d'une fresque graphée sur un mur.

### Réception et promo
It's Five O'Clock Somewhere se classa à la 70e place du Billboard 200 le 4 mars 1995 et à la 15e place des charts britanniques. Il reçut un accueil favorable dans les charts européens et australiens.
Comme rien ne bougeait chez Guns N'Roses, Slash décida de tourner pour promouvoir l'album. Matt Sorum dut toutefois rejoindre Axl pour travailler sur le prochain disque de Guns et Mike Inez retourna dans son groupe Alice In Chains pour enregistrer le nouvel album. Ils eurent quand même le temps de participer au clip vidéo de "Beggars & Hangers-on". Ils furent remplacés par Brian Tichy et James LoMenzo, la section rythmique de Pride & Glory. Le groupe partit en tournée à travers le monde pendant près de cinq mois, terminant leur périple par une participation au Monsters of Rock. Le clip vidéo du single "Good To Be Alive" a été conçu pendant cette tournée.

## Liste des titres
| No  | Titre                      | Auteur                       | Durée |
| --- | -------------------------- | ---------------------------- | ----- |
| 1.  | Neither Can I              | Slash / Eric Dover           | 6:44  |
| 2.  | Dime Store Rock            | Slash / Dover / Gilby Clarke | 4:54  |
| 3.  | Beggars & Hangers-on       | Slash / Dover / Duff McKagan | 6:14  |
| 4.  | Good To Be Alive           | Slash / Dover / Clarke       | 4:51  |
| 5.  | What Do You Want to Be     | Slash / Dover / Matt Sorum   | 6:18  |
| 6.  | Monkey Chow                | Clarke                       | 4:15  |
| 7.  | Soma City Ward             | Slash / Dover / Sorum        | 3:50  |
| 8.  | Jizz da Pit (instrumental) | Slash / Mike Inez            | 2:48  |
| 9.  | Lower                      | Slash / Dover / Sorum        | 4:55  |
| 10. | Take It Away               | Slash / Dover / Sorum        | 4:44  |
| 11. | Doin' Fine                 | Slash / Dover                | 4:19  |
| 12. | Be the Ball                | Slash                        | 5:17  |
| 13. | I Hate Everybody (But You) | Slash / Dover                | 4:40  |
| 14. | Back and Forth Again       | Slash / Dover                | 5:55  |

## Personnel
Slash's Snakepit
- Eric Dover – chants
- Slash – guitare solo, guitare rythmique, chœurs, production
- Gilby Clarke – guitare rythmique, chœurs
- Mike Inez – basse, chœurs
- Matt Sorum – batterie

Musiciens additionnels
- Dizzy Reed – claviers, chœurs
- Teddy Andreadis – harmonica
- Paulinho da Costa – percussions

Production personnel
- Mike Clink – production, ingénieur
- Steve Thompson – mixage
- Michael Barbiero – mixage
- Jerry Finn – ingénieur
- John Radzin – ingénieur
- Rick Raponi – ingénieur
- Robbes Steiglitz – ingénieur
- Shawn Berman – ingénieur
- Jay Ryan – ingénieur additionnel
- Noel Golden – ingénieur additionnel
- George Marino – mastering

## Charts
| Pays                          | Durée du classement | Meilleur classement | Date              |
| ----------------------------- | ------------------- | ------------------- | ----------------- |
| Allemagne (GfK Entertainment) | 12 semaines         | 19e                 | 13 mars 1995      |
| Australie (ARIA Charts)       | 5 semaines          | 26e                 | 26 février 1995   |
| Autriche (Ö3 Austria Top 40)  | 10 semaines         | 15e                 | 12 mars 1995      |
| Belgique (W) (Ultratop)       | 1 semaine           | 50e                 | 30 septembre 1995 |
| Canada (RPM)                  | 16 semaines         | 19e                 | 27 février 1995   |
| États-Unis (Billboard 200)    | 6 semaines          | 70e                 | 4 mars 1995       |
| France (SNEP)                 | 6 semaines          | 6e                  | 1995              |
| Norvège (VG-lista)            | 1 semaine           | 27e                 | 27 février 1995   |
| Pays-Bas (MegaCharts)         | 9 semaines          | 19e                 | 18 mars 1995      |
| Royaume-Uni (UK Albums Chart) | 5semaines           | 15e                 | 25 février 1995   |
| Suède (Sverigetopplistan)     | 4 semaines          | 11e                 | 24 février 1995   |
| Suisse (Schweizer Hitparade)  | 12 semaines         | 15e                 | 12 mars 1995      |